# W11H
W11H（ダブリューいちいちエイチ）は、日立製作所が開発したKDDIおよび沖縄セルラー電話のauブランドの携帯電話である。

## 概要
KDDI初のCDMA 1X WIN対応端末。そのため、実験的な意味合いも強い端末である。

## 特徴
通信方式に新方式であり、日本初の3.5G対応サービスとなるCDMA2000 1x EV-DO Rel（Rev）.0を採用することで、通信コストの削減に成功し、携帯電話初のパケット定額サービスEZフラット（現・ダブル定額）に対応した。携帯電話コンテンツのリッチ化により、当時はパケ死という造語まで生み出したパケット通信料金の高額化に終止符を打った。さらに通信速度は高速化され、EZwebや大容量添付メールをより快適に利用できるようになり、新サービスのEZチャンネルにも初対応した端末である。アプリケーションサービスには最新バージョンのEZアプリ (Java) Phase3を採用。またSH-Mobileの搭載により、操作性や起動速度などが改善されている。
端末の外見上の特徴は、丸みを帯びた形状で、同社のA5303Hを彷彿とさせる。なお、サブアンテナとしてホイップアンテナも装備する数少ないWIN端末である（EV-DO方式ではダイバーシティアンテナはオプションであるが、WIN端末は標準で対応しているため、必ず2基のアンテナが装備されている。しかし、最初期に登場したW11Hだけは、ダイバーシティアンテナを搭載していない。）。筐体上部ケースは光が透ける素材でできており、着信ランプは素材を生かした演出が施されている。
外部メモリに対応するが、カードスロットは本体ではなく、電池パックの通常のカバーと交換で取り付ける付属の「ジャケット」に搭載されている。
また、利用シーンに応じてマナーモードなどの切り替えができる「気くばりスイッチ」の搭載は本端末を以て最後となった。
なお、兄弟機としてデザイン（筐体）と内蔵コンテンツのみ相違するW11Kが存在する。

## 沿革
- 2003年10月にKDDI、および日立製作所より発表。
- 2003年11月28日から発売。

## 対応サービス
- EZチャンネル
- EZアプリ (Java)
- EZ「着うた」
- EZムービー
- EZ@Navi
  - EZムービー・EZ「着うた」には「スタジオ」「ライブハウス」「ドーム」の音響エフェクトを搭載し、迫力のある音声やムービーが楽しめる。